# 金妮芙拉·史東
金妮芙拉·史東（Genevra Lea 'Gevvie' Stone，1985年7月11日—）是一名美国女子赛艇运动员，毕业于普林斯顿大学和塔夫茨大學医学院。她以7:22.92赢得2016年夏季奧林匹克運動會划船女子單人雙槳比賽银牌。也参加过2012年奥运会单人双桨比赛，最终位列第七位。
她的母亲Lisa Hansen也是一名赛艇运动员，参加过1976年奥运会赛艇比赛。